# Calyptrocalyx
Calyptrocalyx é um género botânico pertencente à família Arecaceae.

## Espécies
- Calyptrocalyx amoneus
- Calyptrocalyx bifurcatus
- Calyptrocalyx laxiflorus
- Calyptrocalyx minor
- Calyptrocalyx pusillus
- Calyptrocalyx spicatus